# Volley-ball féminin aux Jeux asiatiques

## Palmarès
| Année | Lieu      | Champion     | Finaliste    | Troisième    | Quatrième     |
| ----- | --------- | ------------ | ------------ | ------------ | ------------- |
| 1962  | Jakarta   | Japon        | Corée du Sud | Indonésie    | Philippines   |
| 1966  | Bangkok   | Japon        | Corée du Sud | Iran         | Philippines   |
| 1970  | Bangkok   | Japon        | Corée du Sud | Cambodge     | Iran          |
| 1974  | Téhéran   | Japon        | Corée du Sud | Chine        | Corée du Nord |
| 1978  | Bangkok   | Japon        | Chine        | Corée du Sud | Corée du Nord |
| 1982  | New Delhi | Chine        | Japon        | Corée du Sud | Corée du Nord |
| 1986  | Séoul     | Chine        | Japon        | Corée du Sud | Thaïlande     |
| 1990  | Pékin     | Chine        | Corée du Sud | Japon        | Corée du Nord |
| 1994  | Hiroshima | Corée du Sud | Chine        | Japon        | Taïwan        |
| 1998  | Bangkok   | Chine        | Corée du Sud | Japon        | Thaïlande     |
| 2002  | Pusan     | Chine        | Corée du Sud | Japon        | Taïwan        |
| 2006  | Doha      | Chine        | Japon        | Taïwan       | Thaïlande     |
| 2010  | Guangzhou | Chine        | Corée du Sud | Kazakhstan   | Corée du Nord |
| 2014  | Incheon   | Corée du Sud | Chine        | Thaïlande    | Japon         |
| 2018  | Guangzhou | Chine        | Thaïlande    | Corée du Sud | Japon         |

## Tableau des médailles
| Rang | Pays         | Médaille d'or | Médaille d'argent | Médaille de bronze | Total |
| 1    | Chine        | 8             | 3                 | 1                  | 12    |
| 2    | Japon        | 5             | 3                 | 4                  | 12    |
| 3    | Corée du Sud | 2             | 8                 | 4                  | 14    |
| 4    | Thaïlande    | 0             | 1                 | 1                  | 2     |
| 5    | Cambodge     | 0             | 0                 | 1                  | 1     |
| 5    | Indonésie    | 0             | 0                 | 1                  | 1     |
| 5    | Iran         | 0             | 0                 | 1                  | 1     |
| 5    | Kazakhstan   | 0             | 0                 | 1                  | 1     |
| 5    | Taïwan       | 0             | 0                 | 1                  | 1     |